# Nicolae Țațomir
Nicolae Țațomir (n. 2 februarie 1914, Hârlău, România – d. 28 ianuarie 1996, Iași, România) a fost un jurist, scriitor și profesor universitar român.

## Biografie
Nicolae Țațomir s-a născut în Hârlău, părinții fiind Aurelia (n. Gheorghiu) și medicul Vasile Țațomir. A absolvit Liceul Național din Iași (1931), după care a urmat Facultatea de Drept a Universității din Iași (1936). A fost decan al Facultății de Drept din Iași (1952-l972).
La îndemnul lui Topîrceanu debutează în 1933 în revista ieșeană Bloc. Debutul editorial a avut loc în 1936 cu micul volum de versuri Lebede negre.

## Distincții
- Ordinul Steaua Republicii Populare Romîne clasa a IV-a (10 august 1964) „pentru merite deosebite în opera de construire a socialismului, cu prilejul celei de a XX-a aniversări a eliberării patriei”[3]

## Opere
- Lebede Negre (1936)
- Eternul spirit (1940)
- Ioana (1948)
- Cazul elevului Petcu (1953)
- Satire (1955)
- Răscoala (1957)
- Pictorul străzii (1957)
- Un om pe promontoriu (1961)
- Tainicul arhipelag (1964)
- Pe limba lor (1967)
- Carmen terrestre (1968)
- Melos (1970)
- Cartea mea de lut (1972)
- Manuscrisul de la Marrakech (1972)
- Elipse orfice (1976)
- Cosmograme (1977)
- Arpegii moderne (1980)
- Negru și verde (1980)
- Lebede albe (1983)
- Anabasis (1985)
- Stalactite în alabastru (1986)
- Pașii licornului (1989)